# Tomislav Erceg
Tomislav Erceg (ur. 22 października 1971 w Splicie) – chorwacki piłkarz grający na pozycji napastnika.

## Kariera klubowa
Erceg urodził się w Splicie i tam też zaczynał karierę piłkarską. Do zespołu trafił w 1992 roku, w drugim sezonie nowo powstałej Prva HNL. W swoim premierowym sezonie na szczeblu seniorskim, 21-letni wówczas Erceg, wypadł przyzwoicie i w 21 meczach zdobył 7 bramek. W następnym sezonie dano już Ercegowi więcej szans i odwdzięczył się bardzo dobrą skutecznością, zdobywając 17 bramek. W sezonie 1994/1995 był już najlepszym napastnikiem Hajduka i z 22 golami najlepszym strzelcem drużyny, a w lidze więcej bramek od niego zdobył tylko Goran Vlaović z Croatii Zagrzeb. Latem 1995 zdecydował się odejść z klubu, z którym 2-krotnie sięgał po mistrzostwo Chorwacji (1993, 1994) oraz 2-krotnie po Puchar Chorwacji (1993, 1995), a warto przypomnieć, że z Hajdukiem grał także w Lidze Mistrzów (w sezonie 1994/1995, kiedy w eliminacjach Hajduk wyeliminował Legię Warszawa po wygranych 1:0 i 4:0, a w tym drugim meczu Erceg zdobył gola na 4:0).
Po wyjeździe z Chorwacji Erceg trafił do szwajcarskiego AC Lugano. Tam dość szybko się zaaklimatyzował i zdobył 9 bramek w rundzie jesiennej, a na wiosnę był już graczem Grasshopper Club. Tam pomimo faktu, że 3-krotnie wpisał się na listę strzelców w lidze, to zawiódł. Odszedł do MSV Duisburg, ale tam poszło mu jeszcze gorzej jak w Szwajcarii i Tomislav w styczniu 1997 roku postanowił powrócić do Hajduka. Tam odbudował formę i w rundzie jesiennej sezonu 1997/1998 15-krotnie zdobywał bramki w lidze. Jednak wiosną 1998 chciał znów spróbować sił zagranicą i tym razem trafił do Włoch, ale były to tylko drużyny z Serie B. O ile w Ankonie Calcio spisał się dość poprawnie (pomimo że drużyna spadła do Serie C/1), to na wiosnę w Perugii zawiódł na całej linii, pojawiając się na boisku tylko 4 razy i nie pokazując niczego wielkiego i latem po raz drugi w karierze wrócił do Hajduka, gdzie znów odbudował swoją formę. Latem 1999 roku był już zawodnikiem hiszpańskiego Levante UD. W Segunda División przez cały sezon nie zdobył bramki i Ercega pozbyto się bez żalu. Ten trafił tym razem do Turcji, do Kocaelisporu, w którym w ataku grał m.in. z Romanem Dąbrowskim. Pobyt w Turcji Erceg mógł zaliczyć do udanych, ale po sezonie po już raz kolejny powrócił do Hajduka, z którym zdobył tym razem wicemistrzostwo Chorwacji. W sezonie 2002/2003 został wypożyczony do japońskiego klubu Sanfrecce Hiroszima, w którym zdobył tylko 1 bramkę w 13 meczach. Wrócił z wypożyczenia do Hajduka, lecz szybko został sprzedany, tym razem do Izraela, do klubu Hapoel Petach Tikwa. Z 12 golami został najlepszym strzelcem zespołu. Do Chorwacji wrócił już w lecie 2004, ale był to ostatni sezon w karierze Ercega. W barwach Rijeki został królem strzelców ligi z 17 golami na koncie, a i Rijece udało się zdobyć krajowy puchar. Rundę wiosenną sezonu 2005/2006 Erceg rozegrał w SpVgg Greuther Fürth, a jesienną w Hajduku Split. Po wielu wojażach Erceg w końcu zakończył karierę latem 2006 roku.
Po zakończeniu piłkarskiej kariery Tomislav Erceg pracuje jako menedżer w Hajduku Split.
| Sezon   | Klub                 | Kraj       | Rozgrywki                   | Mecze | Bramki |
| ------- | -------------------- | ---------- | --------------------------- | ----- | ------ |
| 1992/93 | Hajduk Split         | Chorwacja  | Prva HNL                    | 21    | 7      |
| 1993/94 | Hajduk Split         | Chorwacja  | Prva HNL                    | 27    | 17     |
| 1994/95 | Hajduk Split         | Chorwacja  | Prva HNL                    | 30    | 22     |
| 1995/96 | AC Lugano            | Szwajcaria | Swiss Super League          | 18    | 9      |
| 1995/96 | Grasshopper Club     | Szwajcaria | Swiss Super League          | 8     | 3      |
| 1996/97 | MSV Duisburg         | Niemcy     | Bundesliga                  | 5     | 0      |
| 1996/97 | Hajduk Split         | Chorwacja  | Prva HNL                    | 14    | 6      |
| 1997/98 | Hajduk Split         | Chorwacja  | Prva HNL                    | 18    | 15     |
| 1997/98 | Ancona Calcio        | Włochy     | Serie B                     | 19    | 3      |
| 1997/98 | AC Perugia           | Włochy     | Serie B                     | 4     | 0      |
| 1998/99 | Hajduk Split         | Chorwacja  | Prva HNL                    | 14    | 7      |
| 1999/00 | Levante UD           | Hiszpania  | Segunda División            | 17    | 0      |
| 2000/01 | Kocaelispor          | Turcja     | Turecka Superliga Piłkarska | 17    | 11     |
| 2001/02 | Hajduk Split         | Chorwacja  | Prva HNL                    | 21    | 12     |
| 2002/03 | Sanfrecce Hiroszima  | Japonia    | J-League                    | 13    | 1      |
| 2003/04 | Hapoel Petach Tikwa  | Izrael     | Ligat ha’Al                 | 29    | 12     |
| 2004/05 | NK Rijeka            | Chorwacja  | Prva HNL                    | 32    | 17     |
| 2005/06 | SpVgg Greuther Fürth | Niemcy     | 2. Bundesliga               | 9     | 2      |
| 2005/06 | Hajduk Split         | Chorwacja  | Prva HNL                    | 13    | 1      |

## Kariera reprezentacyjna
W reprezentacji Chorwacji Erceg zadebiutował 8 czerwca 1997 roku w przegranym 3:4 meczu z reprezentacją Japonii, rozegranym w ramach Kirin Cup. Pierwszą swoją bramkę zdobył już w drugim występie w kadrze – w tym samym turnieju 12 czerwca w zremisowanym 1:1 meczu z reprezentacją Turcji. W kadrze zagrał potem jeszcze tylko 2-krotnie (z Bośnią i Hercegowiną oraz Danią w ramach kwalifikacji do Mistrzostw Świata we Francji). Licznik Ercega zatrzymał się więc na 4 meczach i 1 bramce w kadrze chorwackiej.